# Saint-Sauveur-de-Meilhan
Saint-Sauveur-de-Meilhan (gaskognisch Sent Salvador del Lizos) ist eine französische französische Gemeinde mit 344 Einwohnern (Stand 1. Januar 2022) im Département Lot-et-Garonne in der Region Nouvelle-Aquitaine (vor 2016 Aquitaine). Sie gehört zum Arrondissement Marmande und zum Kanton Marmande-1. Die Einwohner werden Salvatoriens genannt.

## Geografie
Die Gemeinde Saint-Sauveur-de-Meilhan liegt am Lisos an der Grenze zum Département Gironde und auf dem Nullmeridian, 16 Kilometer westlich von Marmande. Durch den Norden der Gemeinde führt die Autoroute A62. Umgeben wird Saint-Sauveur-de-Meilhan von den Nachbargemeinden Noaillac im Nordwesten und Norden, Meilhan-sur-Garonne im Nordosten und Osten, Cocumont im Südosten, Sigalens im Süden und Westen sowie Aillas im Westen.

## Bevölkerungsentwicklung
| Jahr                       | 1962 | 1968 | 1975 | 1982 | 1990 | 1999 | 2006 | 2013 | 2022 |
| -------------------------- | ---- | ---- | ---- | ---- | ---- | ---- | ---- | ---- | ---- |
| Einwohner                  | 365  | 328  | 310  | 319  | 284  | 245  | 289  | 327  | 344  |
| Quellen: Cassini und INSEE |      |      |      |      |      |      |      |      |      |

## Sehenswürdigkeiten
- Kirche Saint-Sauveur, 1880 bis 1882 erbaut

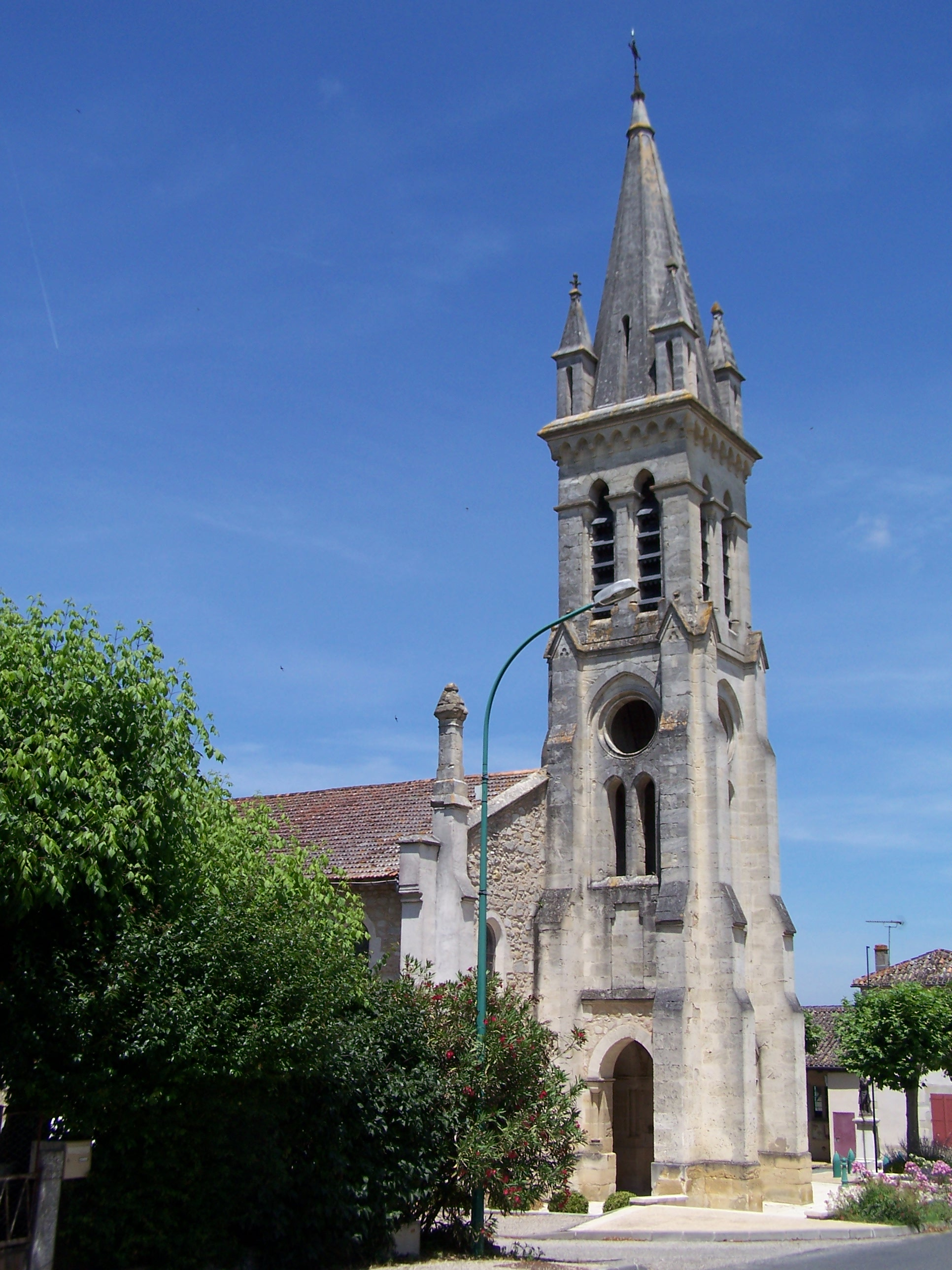
Kirche Saint-Sauveur
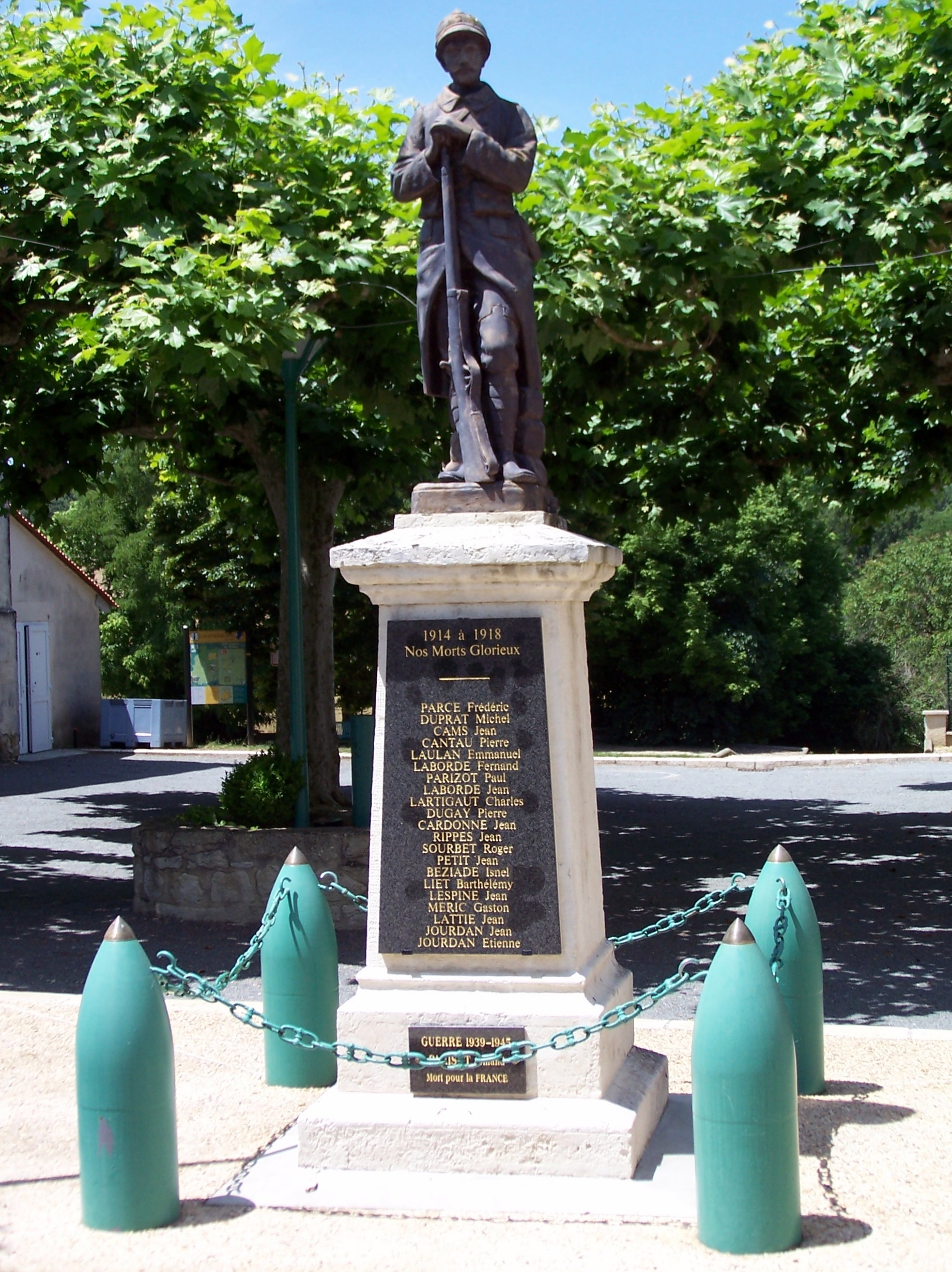
Gefallenendenkmal